# Atlantistylis chauvini
Atlantistylis chauvini is een zeekommasoort uit de familie van de Diastylidae. De wetenschappelijke naam van de soort is voor het eerst geldig gepubliceerd in 1975 door Reyss.